# Di chuyển trên cạn

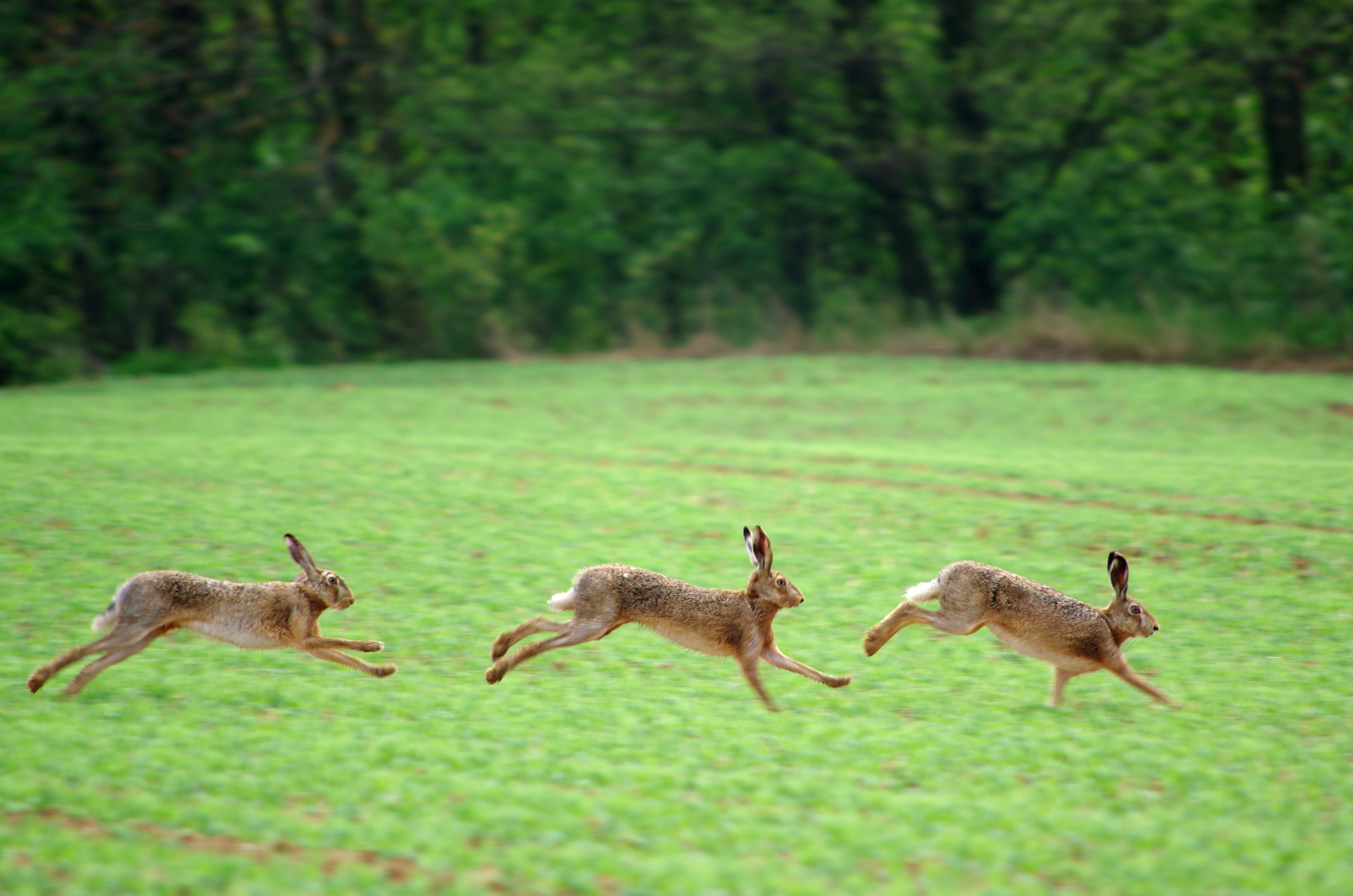
Một con thỏ đang di chuyển

Di chuyển trên cạn (Terrestrial locomotion) hay di chuyển trên mặt đất là sự di chuyển của động vật trên bề mặt (giá thể) mặt đất trên cạn. Các loài động vật đã phát triển như những động vật thích nghi từ môi trường dưới nước đến sự sống trên cạn. Sự vận động trên mặt đất làm nảy sinh những vấn đề khác với kiểu di chuyển trong môi trường nước, với sự giảm ma sát, độ nổi được thay thế bằng tác động của trọng lực. Có ba hình thức vận động cơ bản được tìm thấy giữa các động vật trên cạn.

## Cơ chế
Di chuyển trên phần phụ (bằng một phần cơ chể) là hình thức vận động trên mặt đất phổ biến nhất, nó là hình thức vận động cơ bản của hai nhóm chính với nhiều thành viên sống trên cạn, động vật có xương sống và động vật chân đốt. Các khía cạnh quan trọng của cơ địa chân là tư thế (cách cơ thể được hỗ trợ bởi các chi khác), số lượng chân và cấu trúc chức năng của chân và bàn chân. Ngoài ra còn có nhiều dáng đi, cách di chuyển chân như đi bộ, chạy hoặc nhảy. Động vật có vú và chim thường có tư thế cứng cáp vững chãi hoàn toàn, mặc dù mỗi loài tiến hóa độc lập. Trong các nhóm này, chân được cấu trúc bên dưới cơ thể để nâng đỡ cơ thể.
Số lượng phần phụ thay đổi nhiều giữa các loài động vật và đôi khi cùng một con vật có thể sử dụng số lượng chân khác nhau trong các trường hợp khác nhau. Một số loài di chuyển và đứng trên hai chân, nghĩa là chúng là động vật hai chân. Nhóm duy nhất là động vật hai chân là những con chim, có một dáng đi xen kẽ hoặc nhảy. Ngoài ra còn có một số động vật có vú hai chân. Hầu hết trong số này di chuyển bằng cách nhảy - bao gồm các loài thú có túi như chuột túi kanguru và các loài gặm nhấm nhảy khác nhau. Chỉ có một số động vật có vú như con người và tê tê đất thường thể hiện dáng đi hai chân xen kẽ. Gián và một số thằn lằn cũng có thể chạy trên hai chân sau của chúng.
Ngoại trừ các loài chim, các nhóm động vật có xương sống trên cạn có chân chủ yếu là động vật bốn chân - động vật có vú, bò sát và lưỡng cư thường di chuyển trên bốn chân. Có nhiều dáng đi tứ phương. Nhóm động vật đa dạng nhất trên trái đất, các loài côn trùng, được bao gồm trong một đơn vị phân loại lớn hơn được gọi là Hexapod, hầu hết chúng là hình lục giác, đi và đứng trên sáu chân. Ngoại lệ giữa các loài côn trùng bao gồm bọ ngựa cầu nguyện và bọ cạp nước, là những con bốn chân với hai chân trước được tiến hóa để phục vụ cho việc chụp bắt, một số loài bướm như Lycaenidae chỉ sử dụng bốn chân và một số loại ấu trùng côn trùng có thể không có chân (ví dụ, giòi) hoặc sâu bướm.
Nhện và nhiều họ hàng của chúng di chuyển trên tám chân - chúng là bạch tuộc. Tuy nhiên, một số sinh vật di chuyển trên nhiều chân hơn. Động vật giáp xác trên cạn có thể có một số lượng nhiều như mười bốn chân. Ngoài ra, một số ấu trùng côn trùng như sâu bướm và ấu trùng bọ cánh cứng có tới năm (sâu bướm) hoặc chín (bọ cánh cứng) bổ sung thêm vào ba chân bình thường cho côn trùng. Một số loài động vật không xương sống thậm chí còn có nhiều chân hơn, loài giun nhung khác thường có đôi chân mập mạp dưới chiều dài cơ thể của nó, với khoảng vài chục đôi chân. Rết có một đôi chân trên một đoạn cơ thể, thường có khoảng 50 chân, nhưng một số loài có hơn 200. Loài động vật trên cạn có nhiều chân nhất là động vật nhiều chân. Chúng có hai cặp chân trên mỗi đoạn cơ thể, với các loài phổ biến có tổng số từ 80 đến 400 chân. Động vật có nhiều chân thường di chuyển chúng theo nhịp tạo ra sự xuất hiện của các sóng chuyển động đi dọc theo hàng chân của chúng.